# ۱۷ شوال
۱۷ شوال، هفدهمین روز از ماه شوال در تقویم هجری قمری است.
در تقویم هجری قمری قراردادی این روز دویست و هشتاد و سومین روز سال است.

## مناسبت‌ها
- روز پهلوانی و ورزش زورخانه ای در ایران به مناسبت شکست عمر بن عبدود از علی [۱]در جنگ خندق

## وقایع
- ۵ - جنگ خندق، میان سپاهیان پیرو محمد و سپاهیان مکه تحت رهبری ابوسفیان

## درگذشتگان
- ۲۰۷ - اباصلت هروی از وفاداران علی بن موسی‌الرضا
- ۵ - عمرو بن عبدود از نام آوران و جنگجویان عرب به دست امام علی ( علیه السلام )